# Sisyrinchium laxum
Sisyrinchium laxum är en irisväxtart som beskrevs av Christoph Friedrich Otto och John Sims. Sisyrinchium laxum ingår i släktet gräsliljor, och familjen irisväxter. Inga underarter finns listade i Catalogue of Life.